# NGC 6632
NGC 6632 ist eine Spiralgalaxie vom Hubble-Typ Sbc im Sternbild Herkules am Nordsternhimmel. Sie ist schätzungsweise 221 Millionen Lichtjahre von der Milchstraße entfernt und hat einen Durchmesser von etwa 190.000 Lj.
Die Typ-IIP-Supernova SN 2013bi wurde hier beobachtet.
Das Objekt wurde am 24. Juni 1864 von Albert Marth entdeckt.